# Federal åklagare i USA

Flagga för en U.S. Attorney.

En federal åklagare i USA (United States Attorneys, U.S. Attorney även kända som federal prosecutors och, historiskt, som United States District Attorneys) är en del av USA:s justitiedepartement och representerar USA:s federala statsmakt i federala domstolar.
U.S. Attorney kan avse dels själva ämbetet som chefsåklagare i varje federalt justitiedistrikt, som hör samman med en federal distriktsdomstol, liksom organisationen runt denne och dennes medarbetare. Parallellt med federala åklagare finns även delstatliga åklagare. 

## Allmänt

Juridiska distrikt i USA. För varje federal distriktsdomstol finns det en federal åklagarkammare liksom en U.S. Marshal som ansvarar för verkställigheten av distriktsdomstolens beslut.

Det finns 93 federala åklagare runt om i USA och dess underlydande territorier Puerto Rico, Amerikanska Jungfruöarna, Guam och Nordmarianerna.
Det finns en federal åklagare för varje federalt justitiedistrikt (judicial district), med undantag för Guam och Nordmarianerna, där det finns en för båda distrikt. Varje federal åklagare är chef för den federala polismakten under hans eller hennes åklagarkammare, och agerar enligt de allmänna råden i United States Attorneys' Manual. De är chefer för åklagarkammare med så många som 350 biträdande federala åklagare (Assistant United States Attorney) och lika många ytterligare anställda.
Federala åklagare och deras kontor är delar av Amerikanska justitiedepartementet. De får tillsyn, order och administrativt stöd från justitiedepartementets Executive Office for United States Attorneys. Utvalda federala åklagare deltar i justitieministerns rådgivande kommission för amerikanska federala åklagare.

## Historia och laggivna befogenheter
De federala åklagarna skapades genom lagen Judiciary Act of 1789, tillsammans med ämbetet Attorney General. Samma lag bestämde också vad USA:s högsta domstol skulle ha för struktur och inrättade de lägre federala domstolarna, inklusive domstolar i olika distrikt. Det federala åklagarämbetet är således äldre än det amerikanska justitiedepartementet. 
Lagen från 1789 specificerade att det för varje distrikt skulle utnämnas en "person kunnig inom juridik för att verka som ombud för Förenta Staterna...vars plikter skall vara att åtala i varje distrikt alla överträdelser för brott och förseelser som kan identifieras enligt Förenta Staternas auktoritet, och alla civila processer där Förenta Staterna kommer att vara part..."
För åtal av grövre brott (engelska: infamous crimes) som kan leda till mer än ett års fängelse krävs enligt femte grundlagstillägget till USA:s konstitution att åklagaren visar sannolika skäl (probable cause) för att ett brott har begåtts av en eller flera gärningsman inför en åtalsjury (grand jury). Åtalsjuryn prövar bevisningen självständigt, och tar ställning till var och en av åklagarens åtalspunkter. Endast de punkter som godtas av åtalsjuryn går vidare till åtal.
Innan justitiedepartementet inrättades, var de federala åklagarna oberoende av USA:s justitieminister, och inordnades inte under justitieministerns chefskap och ämbete förrän 1870, då justitiedepartementet kom till.

## Utnämningar

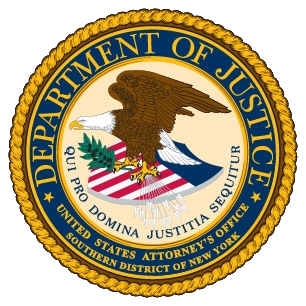
Sigill för U.S. Attorney's Office for the
Southern District of New York, vars jurisdiktion omfattar federala brott på Manhattan.

Chefsåklagaren i varje federalt juridiskt distrikt nomineras av USA:s president och ska godkännas av USA:s senat. Dessa kan efter tillträdet  när som helst entledigas av presidenten. Ämbetsperioden är på 4 år, men den sittande ämbetsinnehavaren kvarstår i ämbetet om ingen annan tillsätts.
USA:s justitieminister har rätt att utse tillförordnade federala chefsåklagare för att fylla tillfälliga vakanser, men är förbjuden att utse någon som senaten tidigare avvisat genom nominering från presidenten. Biträdande federala åklagare tillsätts och entledigas av USA:s justitieminister, liksom även särskilda åklagare rörande brottmål i USA:s indiannationer.

## De federala åklagarnas roll
De federala åklagarna är både den högsta representanten och den administrativa chefen för åklagarkammaren (Office of the U.S. Attorney) för distriktet. The U.S. Attorney's Office (USAO) fungerar som riksåklagare för USA i brottmål och representerar USA i civilrättsliga mål, antingen som kärande eller svarande, beroende på saken.
Den federala åklagaren för District of Columbia har dessutom ansvaret för åtal som avser lokala brott i Superior Court of the District of Columbia, motsvarigheten till en lokal domstol för den federala huvudstaden Washington.

## Executive Office for United States Attorneys
Executive Office for United States Attorneys (EOUSA) tillhandahåller administrativt stöd för de 93 federala åklagarna (omfattande 94 federala åklagarkammare, eftersom Guam och Nordmarianerna har en gemensam federal åklagare för de två distrikten). Stödet omfattar:
- generellt verkställande stöd och riktlinjer,
- policyutveckling,
- administrativt stöd och tillsyn,
- koordination med andra funktioner under justitiedepartementet och andra federala myndigheter.

Detta ansvar omfattar vissa rättsliga, ekonomiska, administrativa och personaladministrativa stöd, liksom juridisk utbildning.
EOUSA bildades den 6 april 1953, av Attorney General Order No. 8-53, för att säkra samarbetet mellan justitiedepartementet i Washington, D.C., och de 93 federala åklagarna i de 50 delstaterna, District of Columbia, Guam, Nordmarianerna, Puerto Rico och Amerikanska jungfruöarna. Det upprättades av domaren James R. Browning (från United States Court of Appeals for the Ninth Circuit), som också blev dess förste chef.